# Aleksander Talkowski
Aleksander Gustaw Talkowski (ur. 22 stycznia 1993 w Koszalinie) – polski aktor i muzyk, autor piosenek. Twórca pierwszej na świecie rapowanej pracy magisterskiej.

## Wykształcenie
Olek Talkowski jest absolwentem Akademii Sztuk Teatralnych w Krakowie im. Stanisława Wyspiańskiego w Krakowie na wydziale aktorstwo dramatyczne, a także  Szkoły muzycznej im. Bronisława Rutkowskiego w klasie fortepianu oraz  Studium wokalnego muzyki rozrywkowej i jazzu w Krakowie.

## Kariera aktorska
Na stałe związany z Teatrem Szczęście w Krakowie.
Współpracował z teatrami takimi jak m.in.: Teatr STU, Teatr Capitol we Wrocławiu, Teatr Stary im. Heleny Modrzejewskiej oraz Teatr Szczęście. W roku 2019 obronił tytuł dyplomowy w spektaklu „Zachodnie Wybrzeże” Bernarda Koltèsa w reżyserii Mai Kleczewskiej rolą Karola, za którą został nominowany do nagrody aktorskiej młodego pokolenia organizowaną przez wydawnictwo "Chodźże Do Teatru".
W 2020 opracował autorskie przedstawienie ról filmowych Tomasza Kota, zatytułowane Rap Magister, stanowiące równocześnie jego pracę magisterską, przedstawioną w Akademii Sztuk Teatralnych im. Stanisława Wyspiańskiego w Krakowie. Przedstawienie to otrzymało nagrodę "Trójząb Neptuna" "dla najlepszego projektu lub wydarzenia zrealizowanego podczas festiwalu" na 52. edycji FAMY w 2022 roku. Na 42. Przeglądzie Piosenki Aktorskiej, spektakl Rap Magister otrzymał dwie nagrody Nurtu Off: nagrodę główną "Tukana OFF" oraz "Tukana Publiczności".

## Wybrane role teatralne

### TEATR STU
- 2017 „Śluby Panieńskie"- reż. Krzysztof Pluskota rola "Gustawa"
- 2017 "Hamlet"- reż. Krzysztof Jasiński rola "Guildenstern"
- 2017 „Przybory Wasowskiego. Dom Wyobraźni." - reż. Łukasz Fijał rola "Chłopiec Lakoniczny"
- 2018 „Zachodnie Wybrzeże”- reż. Maja Kleczewska rola "Karol"
- 2019 „Cabaret"- reż. Krzysztof Jasiński rola "Cliff Bradshaw"
- 2019„Cabaret"- reż. Krzysztof Jasiński rola "Ernst Ludwig"
- 2019 „Roma i Julian” reż Krzysztof Jasiński rola „Julian”
- 2020 „Trzy Siostry” reż Krzysztof Jasiński rola Nikołaj "Tuzenbach"

### Teatr Capitol
- 2022 „Rap Magister feat. Tomasz Kot.” reż. Olek Talkowski - Dyplom Akademii Sztuk Teatralnych w Krakowie
- Teatr Capitol Wrocław „Otworzy się Ziemia”- reż. Radek Stępień 2023[8]

### Teatr Stary
- 2019 "Kuszenie" - reż. Łukasz Fijał rola "Franek"
- 2019 "Gloria Victis" - reż Radek Maciąg jako "Arnold"

### Teatr Szczęście
- "#Osiecka" - reż Łukasz Fijał rola „ON”
- „Spektakl Bardzo Dobry” jako Konferansjer
- "Rap Magister feat. Tomasz Kot" -  Dyplom Akademii Sztuk Teatralnych w Krakowie

## Filmy
- 2014 "Miasto 44"- reż. Jan Komasa jako Berlingowiec
- 2019 "Boże Ciało"- reż Jan Komasa jako Owczar
- 2018 "Bboy Historia Cetowego"- reż. Andrzej Mańkowski jako Cetowy
- 2020 "Nie zmieniaj tematu"- reż. Hubert Patynowski, KARATE Films jako Filip
- 2020 „PROCEDER”- reż. Michał Węgrzyn, jako Włodi
- 2020 „Komisarz ALEX”- serial, jako Młosz Juryś
- 2020 „LAB” reż. Marcin Głowacki serial TVN, jako komisarz
- 2020 „OSIECKA” reż Robert Gliński, Michał Rosa jako Marek Nowicki
- 2021 „KLANGOR” reż. ŁUKASZ KOŚMICKI 2021 jako Bartek Załuska
- 2021 „SEXIFY” reż. Kaliny Alabrudzińskiej i Piotra Domalewskiego jako Dozorca
- 2022 „Na Chwile, na zawsze” reż Piotr Trzaskalski jako Kozak
- 2022 „INCOGNITO” reż. Paweł Sadowski jako Oliwer[9]
- 2023 ,,Polowanie na Ćmy" reż. Michał Rogalski, jako Jakub
- 2023 "Rafi" reż Bartosz Prokopowicz jako Jarek Kaszuba
- 2023 "Na dobre i na złe" reż. Maciej Pieprzyca jako Rafał
- 2023 "Archiwista" reż. Robert Wichrowski,  Maciej Żak[10]

## Wyróżnienia i nagrody
- Grand Prix Paka 2000 z Kabaretem Kuzyni[11]
- Grand Prix na PPA off we Wrocławiu 2022
- Nagroda publiczności na PPA off we Wrocławiu 2022[12]
- Nagroda Dolnośląskiego Centrum Filmowego podczas 43 PPA we Wrocławiu[13]
- Najlepsze wydarzenie artystyczne FAMA "Trójząb Neptuna" 2022[14]
- Grand Prix na Festiwalu Twórczości „Korowód” 2021[15]
- Grand Prix na festiwalu piosenki aktorskiej FORMA 2021[16]
- Nagroda główna na międzynarodowym festiwalu muzycznym "Rock and  Chanson" w Kolonii 2023[17]
- Nagroda Specjalna Festiwal M. Teatr Koszalin[18]